# Daniel Faulkner

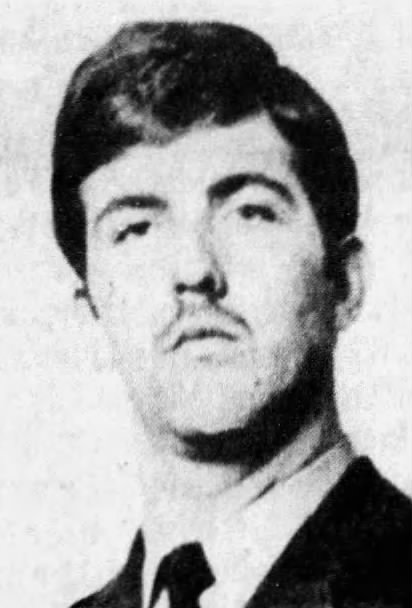

Daniel J. Faulkner (ur. 21 grudnia 1955, zm. 9 grudnia 1981) – amerykański policjant, funkcjonariusz filadelfijskiej policji, zastrzelony podczas pełnienia obowiązków służbowych. Za jego morderstwo aresztowany i skazany został dziennikarz, działacz polityczny i członek Czarnych Panter – Mumia Abu-Jamal. Wyrok ten spowodował trwające już ponad ćwierć wieku kontrowersje.
Faulkner urodził się w katolickiej rodzinie Irlandczyków w południowo-zachodniej Filadelfii, jako najmłodszy z siedmiorga dzieci. Jego ojciec, motorniczy tramwaju, zginął kiedy Danny miał pięć lat – jego syn wychowywany był przez pracującą matkę i starsze rodzeństwo. Tuż przed ukończeniem szkoły średniej Faulkner zaciągnął się do amerykańskiej armii. Tam uzyskał dyplom i ukończył studium z dziedziny sądownictwa karnego. Po wyjściu z wojska w 1975 pracował krótko jako strażnik więzienny, a następnie podjął pracę w wydziale policji filadelfijskiej. Jako funkcjonariusz policji, Faulkner ukończył college i uzyskał licencjat w dziedzinie sądownictwa karnego. W planach miał pracę na stanowisku oskarżyciela publicznego w biurze prokuratora okręgowego. Wraz z żoną Maureen, którą poślubił w 1979, osiedlili się w Filadelfii. W policji filadelfijskiej służył przez pięć lat.
Zgodnie z wersją wydarzeń oskarżyciela, przedstawioną podczas procesu, który zakończył się skazaniem Mumii Abu-Jamala, oto co wydarzyło się w dniu 9 grudnia 1981:
„9 grudnia 1981, Faulkner zatrzymał do kontroli samochód Williama Cooka, brata Mumii Abu-Jamala (ur. jako Wesley Cook). Kiedy funkcjonariusz próbował aresztować Cooka, Abu-Jamal podjechał i strzelił Faulknerowi w plecy. Funkcjonariusz, zanim upadł na ziemię, zdołał odpowiedzieć ogniem, trafiając Abu-Jamala w klatkę piersiową. Jednakże Abu-Jamal stanął nad leżącym Faulknerem i strzelił do niego [czterokrotnie], opróżniając magazynek rewolweru – jeden z pocisków trafił leżącego w twarz.”
Ten opis wydarzeń jest podważany przez zwolenników Abu-Jamala.
Abu-Jamal, który upadł niedaleko, został zabrany do aresztu przez innych funkcjonariuszy policji, którzy przybyli na miejsce zdarzenia. Gdy Faulkner zmarł tej samej nocy, Abu-Jamal został szybko postawiony w stan oskarżenia i w roku 1982 skazany za jego zamordowanie.
The Daniel Faulkner Memorial Highway to część drogi U.S. Route 1 biegnącej przez północno-wschodnią Filadelfię.
Maureen Faulkner po śmierci męża przeprowadziła się do Kalifornii, gdzie administruje przychodnią w hrabstwie Ventura. W roku 1994, gdy dowiedziała się, że krajowe radio publiczne NPR planuje nadać serię wypowiedzi nagranych przez Abu-Jamala w celi śmierci, żona zabitego policjanta rozpoczęła własną kampanię, przeciwstawiając się ruchowi „Free Mumia”. Od tego czasu wygłosiła wiele przemówień i pojawiała się publicznie, popierając skazanie i wyrok śmierci wydany na Abu-Jamala. 
9 grudnia 2001 powróciła do Filadelfii aby wziąć udział w ceremonii uczczenia pamięci Daniela Faulknera w dwudziestą rocznicę jego zamordowania. W pięć lat później, 9 grudnia 2006, wróciła tu ponownie, dyskredytując zwolenników Abu-Jamala jak tych, którzy „nic nie wiedzą” i chwaląc prokurator okręgową Lynne Abraham za stanowcze kwestionowanie apelacji w obronie Abu-Jamala. 